# Evansville (Wyoming)
Evansville es un pueblo ubicado en el condado de Natrona en el estado estadounidense de Wyoming. En el año 2010 tenía una población de 2.544 habitantes y una densidad poblacional de 374.12 personas por km² .

## Geografía
Evansville se encuentra ubicado en las coordenadas 42°52′20.25″N 106°15′32″O / 42.8722917, -106.25889. Según la Oficina del Censo, la localidad tiene un área total de 6,8 km² (2,6 mi²), de la cual 6,7 km² (2,6 mi²) es tierra y 0,1 km² (0 mi²) (1.53%) es agua.

### Localidades adyacentes
El siguiente diagrama muestra a las localidades en un radio de 24 kilómetros (14,9 mi) de Evansville.

## Demografía
En el 2000 la renta per cápita promedia del hogar era de $25.375, y el ingreso promedio para una familia era de $28.603. El ingreso per cápita para la localidad era de $11.657. En 2000 los hombres tenían un ingreso per cápita de $25.536 contra $17.981 para las mujeres. Alrededor del 25.90% de la población estaba bajo el umbral de pobreza nacional.